# Ventrifossa misakia
Ventrifossa misakia és una espècie de peix de la família dels macrúrids i de l'ordre dels gadiformes.

## Morfologia
- Els mascles poden assolir 40 cm de llargària total.[5][6]

## Alimentació
Menja principalment eufausiacis, gambes i isòpodes.

## Hàbitat
És un peix d'aigües profundes que viu fins als 400 m de fondària.

## Distribució geogràfica
Es troba al Japó.